# 俄罗斯山 (滨海边疆区)
俄罗斯山（俄语：Гора Русская）是俄罗斯岛的山，在诺维克湾西南岸，属滨海边疆区符拉迪沃斯托克城区，海拔291米。它是由尼古拉·穆拉维约夫-阿穆尔斯基命名的，他参与了对远东的研究。俄罗斯河发源自该山南部。上世纪初在俄罗斯山附近修建了堡垒。